# Crosbycus pentelicus
Crosbycus pentelicus is een hooiwagen uit de familie Ceratolasmatidae.